# Smaltjärnen (Säfsnäs socken, Dalarna, 665995-143551)
Smaltjärnen är en sjö i Ludvika kommun i Dalarna och ingår i Norrströms huvudavrinningsområde.